# Orwell Bight
Die Orwell Bight (auch bekannt als Orwell Bay, in Argentinien Ensenada Orwell) ist eine Bucht im Archipel der Südlichen Orkneyinseln. Sie liegt südlich der Osthälfte von Coronation Island und wird im Westen durch Signy Island sowie im Osten durch die Robertson-Inseln begrenzt.
Der norwegische Walfängerkapitän Petter Sørlle kartierte die Bucht zwischen 1912 und 1913 als Erster. Wissenschaftler der britischen Discovery Investigations nahmen 1933 Vermessungen vor. Der Falkland Islands Dependencies Survey wiederholte dies zwischen 1948 und 1949. Das UK Antarctic Place-Names Committee benannte die Bucht 1955 nach dem Transportschiff Orwell des norwegischen  Walfangunternehmens Tønsbergs Hvalfangeri, das zwischen 1926 und 1926 sowie zwischen 1929 und 1930 in den Gewässern um die Südlichen Orkneyinseln operierte.